# D'Amico International Shipping
d'Amico International Shipping S.A. (DIS), è la divisione lussemburghese del Gruppo d’Amico operante nel settore delle navi cisterna. 
d'Amico International Shipping S.A. è controllata al 65,66% dalla sub-holding lussemburghese d'Amico International S.A. che è interamente posseduta dalla capogruppo d'Amico Società di Navigazione SpA.
DIS opera con una flotta di navi specializzata nel trasporto di prodotti petroliferi raffinati, servendo le principali compagnie petrolifere e società di trading.
É presente negli indici FTSE Italia STAR e FTSE Italia Small Cap della Borsa Italiana, dove si è quotata il 3 maggio 2007.

## Storia

### d'Amico Società di Navigazione
d'Amico Società di Navigazione SpA è la holding del Gruppo d'Amico, operante nel trasporto marittimo ed attivo nei settori delle navi da carico secco, delle navi cisterna e nei servizi strumentali all'attività marittima.
Attualmente d’Amico Società di Navigazione è controllata dai cugini Paolo e Cesare d'Amico, rispettivamente presidente e amministratore delegato.

### Gruppo d'Amico
A metà degli anni Trenta Massimino Ciro d'Amico, originario di Salerno, trasforma l'attività via terra di importazione di legname in un'attività di trasporti marittimi per importare legname dalla Russia e dai Balcani. Alla sua morte, lascia sette figli che nel secondo dopoguerra fondano la Fratelli d'Amico Armatori.
Negli anni Cinquanta i fratelli si dividono: tre (Ciro, Salvatore e Antonio) fondano nel 1952 la d'Amico Società di Navigazione a Roma, gli altri (Giuseppe, il primogenito, Oronzo, Vittorio, Carlo) restano nella Fratelli d'Amico Armatori.
Negli anni ’60 e ’70 l’attività armatoriale si estende al trasporto di prodotti raffinati e ai servizi di linea con le Americhe.
Dalla metà degli anni ’80 Paolo, figlio di Ciro d'Amico, e Cesare, figlio di Salvatore d'Amico, assumono insieme a Antonio d'Amico la guida del Gruppo.
Gli anni’ 90 vedono un potenziamento della flotta con l’acquisto di navi portarinfuse e nel 1998 il Gruppo acquista Italia di Navigazione S.p.A. e consolida la leadership nei servizi di linea fra il Mediterraneo e le Americhe.
Dal 2000, l’espansione internazionale del Gruppo porta all'inaugurazione delle sedi estere che si aggiungono a quella storica di Roma, agli uffici di Genova e Montecarlo. 
Nel 2007 d'Amico International Shipping S.A., la società che gestisce le navi cisterna, è quotata alla Borsa valori di Milano. Sir Nicolas Reardon-Smith è direttore della società di d'Amico Tankers UK Ltd.
Dalla sua fondazione il Gruppo d’Amico aderisce a Confitarma, tranne che nel 2018.